# Курчеєво
Курче́єво (рос. Курчеево, башк. Күрсәй) — село (у минулому присілок) у складі Бакалинського району Башкортостану, Росія. Входить до складу Бузюровської сільської ради.
Населення — 245 осіб (2010; 278 у 2002).
Національний склад:
- кряшени — 71 %